# Leonel Gabriel
Leonel Gabriel Píriz  (* 13. Juli 1919 in Montevideo; † 21. Januar 2005) war ein uruguayischer Schwimmer und Wasserballspieler. 
Gabriel gehörte dem uruguayischen Aufgebot bei den Olympischen Sommerspielen 1948 in London an. Bei den Spielen in England war er Mitglied der Wasserballmannschaft und belegte mit dem Team nach zwei Niederlagen gegen Belgien (1:10) und die USA (0:7) den 13. Platz im von Italien gewonnenen olympischen Turnier. Er nahm zudem mit der uruguayischen Mannschaft an den Panamerikanischen Spielen 1951 in Buenos Aires teil. Dort startete er im Schwimmen.